# Шманкевич Євген Іванович

Шманкевич Євген Іванович (1882 – 1939), український історик, правник і викладач.

## Біографія
Прийомний син священика Подільської губернії Іоанна Шманкевича. Отримав юридичну освіту, державну службу розпочав 1912 р. в чині колезького секретаря у місті Вільно виконуючим обов’язки помічника секретаря Віленської судової палати (прокурорський нагляд). З 1913 р. служив у повітовому містечку Ліда Віленської губернії судовим слідчим (4-та дільниця Лідського повіту).
З початком І-ї світової війни переїхав у Кам’янець-Подільський Подільської губернії, де служив членом Кам’янець-Подільського окружного суду.
Після революції як правник брав участь у діяльності українських урядів. З кінця травня 1918 р. брав участь у діяльності Культурної комісії при Українській мирній делегації на переговорах з РСФРР як представник міністерства судових справ гетьманату П. Скоропадського. 
В добу Директорії УНР входив до складу створеної  в січні 1919 р. у Кам’янець-Подільському «комісії для ліквідації всіх прикордонних конфліктів, які виникли та виникнути можуть на всьому протязі Українсько-Румунського кордону». Наказом Міністерства народної освіти УНР від 17 вересня 1919 р. був призначений в комісію по підготовці статуту Національного архіву в Києві. 
В жовтні 1919 р. призначений професорським стипендіатом Кам’янець-Подільського державного українського університету по кафедрі політичної економії при щойно створеному правничому факультеті. Займався викладацькою роботою та розбудовою університету, зокрема, передав університетській бібліотеці особисте зібрання книг. 
Після приходу більшовиків зазнав політичних переслідувань. У 1921 р. арештовувався Вінницькою ЧК, після звільнення знову був затриманий Кам’янець-Подільською ЧК. В той період в ЧК не вистачало професійних кадрів, але Є.І. Шманкевич служити слідчим в апараті ЧК  відмовився і був висланий до Харкова. 
Проводив викладацьку роботу, був аспірантом Харківської науково-дослідної кафедри історії України по секції історії українського права. Пізніше секція історії українського права була виокремлена в окрему кафедру Харківського інституту народної освіти.
У 1925 – 1927 рр. професор Є.І. Шманкевич залучався до роботи в Комісії для виучування історії західноруського і українського права ВУАН, вивчав питання недослідженої форми братського суду в Любліні. На основі наявної в особистому архіві «Записової книги»  Люблінського Спаського братства за 1551-1637 рр. підготував наукову публікацію.
Після судового процесу над Спілкою визволення України та ряду реорганізацій у структурі ВУАН навесні 1930 р. комісію було переіменовано на Комісію історії українського права, перед нею постали інші завдання, а на її членів почався тиск з боку партійних органів та керівництва академії. В лютому 1934 р. у зв'язку з реорганізацією ВУАН комісія була ліквідована, її діяльність оцінена як ідеологічно ворожа і науково безплідна. Її колишні члени були репресовані. 
Є.І. Шманкевича вислали в Узбекистан. Викладав російську мову та літературу в школах. Помер і похований у  Ташкенті. 
Родина: дружина Наталія Олександрівна, вроджена Махцевич (1894-1959), син Юлій (1914-?).